# Ice Age: Scrat Tales
Ice Age: Scrat Tales (prt: A Idade do Gelo: As Desventuras de Scrat; bra: A Era do Gelo: Histórias do Scrat) é uma série americana de curtas animados por computador produzida pela Blue Sky Studios que estreou no Disney+ em 13 de abril de 2022. É um spin-off da franquia Ice Age e a primeira série de curtas da franquia. É também a produção final da Blue Sky Studios a ser lançada pela 20th Century Studios após o fechamento do estúdio em 10 de abril de 2021. A série se concentra em Scrat, um esquilo dente de sabre que descobre que tem um filho.

## Elenco
- Chris Wedge como Scrat[1]
- Kari Wahlgren como Bebê Scrat[1]

## Episódios
Cada curta é dirigido por Donnie Long, mas os co-diretores são creditados ao lado dele.
| N.º | Título                               | Co-dirigido por   | História por                     | Data de lançamento original |
| --- | ------------------------------------ | ----------------- | -------------------------------- | --------------------------- |
| 1 | "Nuts About You"                     | Michael Berardini | Michael Berardini                | 13 de abril de 2022         |
| Scrat conhece seu filho Bebê Scrat e experimenta a pura alegria de ser um novo pai - até que o bebê Scrat vê a Bolota pela primeira vez. |                                      |                   |                                  |                             |
| 2 | "LoFi Scrat Beats to Sleep/Chill to" | Matt Munn         | Donnie Long                      | 13 de abril de 2022         |
| Scrat toca uma canção de ninar percussiva para fazer um Bebê Scrat choroso adormecer.                                                    |                                      |                   |                                  |                             |
| 3 | "X’s and Uh-O’s"                     | Drew Winey        | James Young Jackson & Drew Winey | 13 de abril de 2022         |
| Scrat demonstra para o Bebê Scrat como plantar a Bolota, mas Scrat é realmente quem está aprendendo uma lição.                           |                                      |                   |                                  |                             |
| 4 | "Nutty Reflections"                  | Eric Prah         | Galen Tan Chu                    | 13 de abril de 2022         |
| Scrat e Bebê Scrat correm atrás da Bolota em uma caverna escura, que se assemelha a uma assustadora sala de espelhos.                    |                                      |                   |                                  |                             |
| 5 | "Teeter Toddler"                     | Jeff Gabor        | Galen Tan Chu                    | 13 de abril de 2022         |
| Graças a um pássaro dodô, Scrat e Bebê Scrat acabam em lados opostos de um tronco sustentado por um único galho.                         |                                      |                   |                                  |                             |
| 6 | "Nut The End"                        | Lisa Allen Keane  | Michael Thurmeier                | 13 de abril de 2022         |
| A Bolota vai voando de um penhasco. Com ele aparentemente desaparecido para sempre, Scrat e Bebê Scrat podem viver em harmonia?          |                                      |                   |                                  |                             |

## Produção

### Desenvolvimento
Em 22 de fevereiro de 2022 (35º aniversário da Blue Sky Studios), a Disney anunciou oficialmente a série e revelou o pôster teaser, a data de lançamento, o elenco e a equipe, além de fornecer algumas fotos promocionais nas reportagens da imprensa.

### Animação
De acordo com uma entrevista da Paste, ao contrário da maioria dos projetos da Blue Sky Studios que usam o software interno do estúdio CGI Studio, a série foi produzida usando o Pixar RenderMan, tornando-se a primeira e única produção confirmada da Blue Sky Studios a utilizar o software, como o CGI Studio estava sendo eliminado em favor do RenderMan. Na entrevista, Michael Knapp acrescentou que, como resultado, eles tiveram que remodelar Scrat refazendo a pelagem, rematerializando e reajustando o personagem. A produção também foi impactada pela pandemia de COVID-19, forçando os animadores a trabalhar remotamente. Ele também afirmou que eles estavam cientes de que The Ice Age Adventures of Buck Wild estava sendo produzido sem o envolvimento do estúdio na mesma época em que a produção da série ocorreu.

### Música
Batu Sener compôs a trilha musical, com John Powell compondo os títulos finais; da franquia Ice Age, Sener também foi compositor do filme The Ice Age Adventures of Buck Wild (2022), enquanto Powell compôs os filmes The Meltdown (2006), Dawn of the Dinosaurs (2009) e Continental Drift (2012). A trilha sonora foi lançada em 25 de março de 2022 pela Hollywood Records.

## Lançamento
A série foi lançada como uma série original do Disney+ em 13 de abril de 2022.

### Marketing
Em 13 de abril, a mesma data de lançamento anunciada para a série, um vídeo não listado, simplesmente intitulado The End, foi enviado por um ex-funcionário da Blue Sky Studios no YouTube, cuja conta foi chamada de Finale. O curta, que era separado da série, encerrou a infame piada de corrida apresentando Scrat finalmente alcançando seu sonho de comer uma bolota sem capturas e depois correndo para fora da tela, presumivelmente para encontrar aventura em outro lugar. O curta foi supostamente a peça final de animação feita pela Blue Sky Studios antes de seu fechamento em 2021, feita por uma pequena equipe de animadores para servir como "uma despedida em seus próprios termos." A cena rapidamente se tornou viral na internet, o que levou a muitos sites de notícias cobrindo o curta, pois deixou o encerramento da batalha de 20 anos de Scrat na tela para finalmente atingir seu objetivo.

## Recepção
Em contraste com as críticas recentemente ruins da mídia de Ice Age, a recepção de Scrat Tales tem sido muito bem recebida. Joel Keller, do Decider, deu uma crítica positiva à série, dizendo que "há momentos engraçados suficientes em Ice Age: Scrat Tales para valer a pena o breve compromisso de tempo, especialmente se você estiver assistindo com seus filhos."